# Prince of Persia : Les Sables du temps (film)
Pour le jeu vidéo qui a inspiré le film, voir Prince of Persia : Les Sables du Temps.
Pour plus de détails, voir Fiche technique et Distribution.
Prince of Persia : Les Sables du temps (Prince of Persia: The Sands of Time) est un film américain réalisé par Mike Newell, et sorti en 2010.
Le film suit Dastan qui est un orphelin adopté par le roi perse Sharaman. Quinze ans plus tard, celui qui est devenu un prince de Perse assiste ses deux frères dans la prise de la ville sainte d'Alamut. Après avoir mis son talent au service des Perses, Dastan est accusé d'avoir assassiné le roi perse aux cours des festivités. Contraint de fuir la cité, il embarque avec lui la princesse d'Alamut, Tamina, captive depuis la prise de sa cité. Au cours de sa fuite, Dastan découvre le pouvoir d'une mystérieuse dague offerte par les Dieux. Celle-ci contrôle le sablier des Dieux, dont le sable permet de remonter le temps. Cette dague est au cœur d'un complot afin de réécrire l'histoire de la Perse.
Le film est une adaptation du jeu vidéo Prince of Persia : Les Sables du Temps (2003), lui-même tiré de la série des jeux vidéo Prince of Persia. Le producteur du film est Jerry Bruckheimer (le producteur de Pirates des Caraïbes) et Jordan Mechner, le scénariste du jeu vidéo original Prince of Persia (1989), a réalisé le scénario de cette adaptation.

## Synopsis
Le roi de Perse Sharaman (Ronald Pickup) adopte un jeune orphelin du nom de Dastan (Jake Gyllenhaal), après l'avoir vu aider un enfant dans les rues de Nasaf, la cité royale. Il devient ainsi son troisième fils après le prince Tus (Richard Coyle), futur roi de Perse, et le prince Garsiv (Toby Kebbell).
Quinze ans plus tard, Dastan et ses deux frères sont en campagne auprès de la cité d'Alamut, aux frontières de l'empire Perse. Ils sont accompagnés de leur oncle Nizam (Ben Kingsley), le frère du roi Sharaman. Un espion a découvert que la cité d'Alamut forgeait et fournissait des armes aux ennemis de la Perse. Tus ordonne donc l'attaque d'Alamut. Au cours de la bataille, Dastan récupère une précieuse dague qu'un guerrier d'Alamut essayait de cacher. Une fois la cité aux mains des Perses, Tus demande en mariage la princesse d'Alamut, Tamina (Gemma Arterton). Elle accepte après avoir vu Dastan en possession de la dague.
Sharaman reproche à Tus d'avoir attaqué la cité. Ce dernier décide de mener lui-même la recherche des forges d'Alamut. Tus donne alors à Dastan la tunique du régent d'Alamut qu'il devra offrir à leur père. Tus ayant déjà de nombreuses épouses, le roi Sharaman suggère que ce soit Dastan qui épouse Tamina. Dastan offre ensuite la tunique à Sharaman. Mais celle-ci est empoisonnée et Sharaman meurt, alors que Dastan est obligé de fuir en compagnie de la princesse Tamina.
Alors qu'ils campent tous les deux dans le désert, Tamina essaye de tuer Dastan pour lui reprendre la dague. Le prince active la dague et libère le sable spécial contenu à l'intérieur. Dastan se rend alors compte que la dague permet de remonter le temps et que seul le possesseur de la dague a connaissance de ce qu'il s'est passé. Il peut alors empêcher l'attaque de Tamina. Il prend aussi conscience que c'est Tus qui lui a donné la tunique qui a tué leur père et que ce qu'il voulait en attaquant la cité, c'était la dague. Dastan et Tamina rencontrent ensuite Sheik Amar (Alfred Molina), un organisateur de courses d'autruches, et Seso (Steve Toussaint) un redoutable lanceur de couteaux. Amar reconnaît Dastan dont la tête a été mise à prix et demande à Seso d'aller le livrer aux Perses. Dastan et Tamina sont obligés de s'enfuir une nouvelle fois. Ils se rendent alors à Avrat où le roi Sharaman doit être enterré.
Dastan essaye de convaincre Nizam de son innocence mais il se rend compte qu'il a les mains brûlés avec le même poison que celui qui a tué le roi. Il se rappelle également de l'histoire préférée de Sharaman : celle où Nizam avait sauvé la vie du roi lors d'une partie de chasse. Dastan comprend que c'est Nizam qui a fomenté l'assassinat de Sharaman et fabriqué de fausses preuves pour qu'Alamut soit attaquée. Garsiv et les gardes de la cité apparaissent et tentent de tuer Dastan qui parvient à s'échapper.
Plus tard, Nizam tente de convaincre Tus (destiné à être le nouveau roi de Perse) que Dastan doit être tué car un procès lui permettrait de créer une émeute. Tus ordonne tout de même que Dastan soit ramené vivant et jugé, conformément aux lois de l'empire. Nizam fait alors appel à une secte d'assassins pour tuer Dastan et lui rapporter la dague : les Hassansins.
Dastan suit les traces de Tamina dans le désert et finit par la rattraper; elle lui explique alors que le sable contenu dans la dague ne permet de remonter le temps que pendant une minute. Cependant, il existe un sablier caché dans les souterrains d'Alamut qui contient les Sables du Temps : le Sablier des Dieux. Si on enfonce la dague dans ce sablier, il est possible de remonter le temps indéfiniment. Dastan comprend alors que Nizam veut en fait utiliser le sablier pour remonter le temps jusqu'au moment où il avait sauvé Sharaman. Il pourrait alors le laisser mourir au lieu de lui sauver la vie et ainsi devenir roi de Perse. Tamina dit à Dastan que le seul moyen d'empêcher cela est d'aller mettre la dague en sûreté dans un temple près d'Alamut.
Dastan et Tamina s'arrêtent ensuite à un point d'eau où ils sont capturés par Sheik Amar et Seso qui veulent toujours la récompense pour la capture de Dastan. Durant la nuit, un groupe de serpents envoyé par Zolm (Gísli Örn Garðarsson), le chef des Hassansins, tente de les tuer. Alors qu'une bonne partie du groupe a déjà été tué, Dastan utilise la dague pour remonter le temps et tuer les serpents.
Le groupe arrive au temple et constate que tout le monde est mort. Garsiv arrive avec ses hommes et menace Dastan. Ce dernier essaye de le persuader qu'il est innocent; Garsiv accepte de le ramener auprès de Tus pour qu'il puisse s'expliquer mais il se fait tuer lors d'une attaque soudaine des Hassansins. Dastan et Tamina entrent dans le temple pour y cacher la dague mais un Hassansin les attaque et Dastan est contraint de l'affronter. Pendant ce temps, Zolm prend la dague à Tamina et les Hassansins s'enfuient.
Zolm rapporte la dague à Nizam, tandis que Dastan et Tamina retournent à Alamut en compagnie de Seso et Sheik Amar. Ils apprennent que la dague est enfermée dans le Haut Temple de la ville et gardée par Setam, le Hassansin qui a tué Garsiv. Seso décide d'aller l'affronter pour récupérer la dague. Il parvient à tuer Setam et à transmettre la dague à Dastan mais il meurt au cours du combat. Dastan va voir Tus pour le convaincre de son innocence; il lui explique le fonctionnement de la dague et le plan de Nizam. Il se plante ensuite la dague dans le cœur car c'est le seul moyen pour que son frère le croie; Tus utilise la dague pour remonter le temps et empêcher Dastan de se poignarder. Nizam arrive alors, tue Tus et laisse un Hassansin neutraliser Dastan. Il prend la dague et s'en va. Dastan parvient à tuer le Hassansin avec l'aide de Tamina. Nizam se dirige vers le Sablier des Dieux pendant que Dastan et Tamina utilisent un tunnel souterrain plus discret. Ils se retrouvent confrontés à Zolm, le chef des Hassansins mais Tamina parvient à le tuer. Dastan et Tamina s'embrassent pour la première fois. Ils arrivent devant le Sablier en même temps que Nizam; Dastan s'interpose mais Nizam parvient à le projeter dans le vide. Dastan se raccroche à la paroi, et essaye de s'accrocher à Nizam, mais ce dernier pousse également Tamina dans le vide. Dastan la rattrape, laissant Nizam se diriger vers le Sablier. Tamina dit alors à Dastan qu'il doit la lâcher pour arrêter Nizam car c'est sa destinée. Dastan refuse, Tamina le lâche alors et tombe dans le vide. Nizam enfonce la dague dans le Sablier. Au même moment, Dastan se saisit de la dague et l'ouvre. Cela entraîne la libération des Sables contenu dans le Sablier, lui permettant de remonter le temps.
Dastan se retrouve alors juste après la conquête d'Alamut, au moment où il a obtenu la dague pour la première fois. Il arrête l'attaque d'Alamut et révèle à tous la trahison de Nizam. Tus demande que l'on interroge l'espion qui les a informés de la trahison d'Alamut, pour connaître la vérité. Cependant, Nizam attaque Dastan, prouvant ainsi sa trahison. Tus s'interpose alors et tue son oncle. Tus présente ses excuses à la princesse Tamina pour l'attaque de sa cité. Il pense que leurs deux peuples devraient être unis par les liens du mariage et propose que Dastan se marie à Tamina. Dastan n'a que la dague à offrir comme cadeau. Il la rend à Tamina qui peut aller la remettre en sûreté dans le temple d'Alamut.

## Fiche technique
Sauf indication contraire, les informations mentionnées dans cette section peuvent être confirmées par la base de données cinématographiques IMDb,  présente dans la section « Liens externes ».
- Titre français : Prince of Persia : Les Sables du temps
- Titre original : Prince of Persia: The Sands of Time
- Réalisation : Mike Newell
- Scénario : Boaz Yakin, Carlo Bernard, Doug Miro, d'après une histoire de Jordan Mechner
- Direction artistique : Leslie Tomkins
- Décors : Wolf Kroeger
- Costumes : Penny Rose
- Son : Christopher Boyes
- Photographie : John Seale
- Montage : Mick Audsley, Martin Walsh, Michael Kahn
- Musique : Harry Gregson-Williams
- Production : Jerry Bruckheimer
- Sociétés de production : Walt Disney Pictures, Jerry Bruckheimer Films
- Sociétés de distribution : Audio Visual Enterprises (Grèce), Intercontinental Video (Hong-Kong), Walt Disney Studios (Japon), Forum Cinemas (Lituanie), Film1, SBS6 (Pays-Bas), Zon Lusomundo Audiovisuais (Portugal), Buena Vista Sony Pictures Releasing (BVSPR) (Russie), Walt Disney Studios Motion Pictures, Walt Disney Studios Home Entertainment
- Sociétés d'effets spéciaux : Altered States FX, Double Negative, Moving Picture Company (MPC), Framestore, Cinesite, Peerless Camera Company, Nvizible, Bain VFX, Mobius MC, D-Box Technologies, Moving Picture Company (MPC)
- Budget de production : 200 000 000 $
- Pays de production :  États-Unis
- Langue : anglais
- Format : couleur — 35 mm — 2,35 : 1 — DTS / Dolby Digital / SDDS
- Genre : aventures, fantastique, action
- Durée : 116 minutes
- Dates de sortie :
  - Belgique : 19 mai 2010
  - France : 26 mai 2010[4]
  - Suisse alémanique : 20 mai 2010 [5]; Romandie : 19 mai 2010[5]
  - États-Unis, Canada : 28 mai 2010

## Distribution
Sauf indication contraire, les informations mentionnées dans cette section peuvent être confirmées par la base de données cinématographiques Allociné,  présente dans la section « Liens externes ».

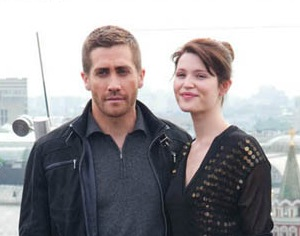
Gemma Arterton et Jake Gyllenhaal lors de la promotion du film à Moscou, le 11 mai 2010.

- Jake Gyllenhaal (VF : Alexis Victor ; VQ : Éric Bruneau) : Prince Dastan, fils adoptif du Roi de Perse
  - William Foster (VF : Gabriel Bismuth-Bienaimé) : Dastan jeune
- Gemma Arterton (VF : Barbara Beretta ; VQ : Catherine Proulx-Lemay) : Princesse Tamina, princesse d'Alamut
- Alfred Molina (VF : Gabriel Le Doze ; VQ : Manuel Tadros ) : Sheik Amar
- Ben Kingsley (VF : Féodor Atkine ; VQ : Jacques Lavallée) : Prince Nizam, le frère du roi de Perse
- Toby Kebbell (VF : Boris Rehlinger ; VQ Jean-François Beaupré) : Prince Garsiv, chef de l'armée, frère cadet du Prince Tus et aîné de Dastan
- Richard Coyle (VF : Xavier Fagnon ; VQ : Frédéric Paquet) : Prince Tus, Héritier de l'Empire Perse et frère aîné de Dastan et Garsiv
- Steve Toussaint (VF : Gilles Morvan ; VQ : Marc-André Bélanger) : Seso
- Ronald Pickup (VF : Bernard Dhéran ; VQ : Vincent Davy) : Roi Sharaman, Seigneur de l'Empire de Perse
- Reece Ritchie (VF : Alexis Tomassian ; VQ : Nicolas Charbonneaux-Collombet) : Bis, commandant en second de Dastan
- Gísli Örn Garðarsson (VF : Bernard Gabay) : Zolm, Chef des Hassansins
- Christopher Greet (VF : Marc Cassot) : Prêtre d'Alamut
- Thomas DuPont (VQ : Antoine Durand) : Hassansin
- Farzana Dua Elahe : Domestique de Tamina

## Production

### Attribution des rôles
Lors de la phase de distribution des rôles, le réalisateur prévoyait d'engager l'actrice iranienne Golshifteh Farahani. Cette dernière n'a cependant pas eu la possibilité d'auditionner à Londres, du fait qu'elle soit arrêtée à l'aéroport de Téhéran. Elle fut contrainte de rester en Iran pendant plus de six mois, car les autorités iranienne n'ont pas apprécié qu'elle ait joué dans le film Mensonges d'Etat. C'est finalement l'actrice Gemma Arterton qui décroche le rôle. Celle-ci révèle qu'elle a décroché le rôle « au culot ».

### Tournage
Le tournage du film a débuté en juillet 2008 et s'est principalement déroulé au Maroc : à Oukaïmeden (située dans les montagnes du Haut Atlas), puis s'est poursuivi dans le désert d'Agafay. Les scènes représentant les cités d'Avrat et d'Alamut ont été tournées respectivement dans la kasbah Taourirt à Ouarzazate et dans le village de Tameslohte. Le ksar d'Aït Ben Haddou a quant à lui servi de décor pour la cité royale de Nasaf.
Le reste du tournage s'est déroulé dans les Studios Pinewood, en Angleterre.

## Accueil

### Critique
Sur le site Rotten Tomatoes, le film obtient un score de 37 % pour un total de 230 critiques et une note moyenne de 5,1⁄10. Sur Metacritic, le film obtient un score de 50⁄100 sur la base de 38 critiques.
En France, le site Allociné propose une note moyenne de 2,6⁄5 à partir de l'interprétation de critiques provenant de 22 titres de presse.
En France, les critiques de presse sont assez partagées. Du côté des critiques plutôt positives, on peut noter celle de 20 Minutes, pour qui « Le réalisateur rend justice au côté sautillant du jeu vidéo. Une séquence ahurissante de course d'autruches et un festival de poursuites haletantes emportent le spectateur dans un tourbillon. (...) mélange rodé d'humour, d'amour et d'action... ». Pour la critique d'Elle, il n'y a « (...) Pas la peine de se replonger dans les règles du jeu dont il est inspiré, car c'est tout simple (...) et on s'y laisse prendre, bien sûr. ». Pour L'Écran fantastique, il s'agit là d'un « divertissement estampillé qualité Disney bien supérieur à la moyenne (...) Artistiquement le film remplit son contrat haut la main. ».
Plus négatif, la critique du Figaro y voit une intrigue « vraiment pas compliquée, orchestrée comme un conte par Mike Newell dans une production Disney-Jerry Bruckheimer. », ne réservant le film que « pour les gamins seulement ». Pour le site Films Actu, le film est un désastre. « Malheureusement si les ingrédients sont là, la recette est totalement ratée », estime-t-il. Le site ne pardonne pas un scénario jugé très mauvais et conclut sa critique ainsi : « Du mauvais divertissement dans toute sa splendeur, bâclé et négligé, qui s'oublie fort heureusement très vite mais laisse un goût amer très désagréable de production hollywoodienne complètement ratée au point de n'être jamais fun. Un calvaire de près de deux heures ».

### Box-office
Le jour de sa sortie, le film est en tête du podium des entrées vendues dans les cinémas parisiens. Pour 21 copies, le film réalise 2 937 entrées devant le film français Ça commence par la fin (626). Au bout d'une semaine d'exploitation, le film réalise 815 255 entrées, prenant de fait la première place du box-office devant - et détrônant - Robin des Bois (286 851). Au bout de trois semaines d'exploitations, le Prince de Perse enregistre 326 579 entrées supplémentaires (pour un total de 1 574 923 entrées), bénéficiant alors de la Fête du cinéma. Après 6 semaines d'exploitation, le long-métrage réalise 111 957 entrées supplémentaires lui permettant de franchir la barre symbolique des 2 millions d'entrées en France (2 010 101).
| Pays ou région | Box-office        | Date d'arrêt du box-office | Nombre de semaines |
| -------------- | ----------------- | -------------------------- | ------------------ |
| France         | 2 110 367 entrées | 4 août 2010                | 10                 |
| États-Unis     | 91 000 000 $      | n/a                        | n/a                |
| Total mondial  | +336 000 000, USD | n/a                        | n/a                |

## Produits dérivés
Une gamme Lego Prince a été créée en 2010.